# Gotra marginata
Gotra marginata là một loài tò vò trong họ Ichneumonidae.